# Lycoperdon curtisii
Lycoperdon curtisii es un hongo del género Lycoperdon. Fue descrito científicamente por primera vez en 1859 por Miles Joseph Berkeley. Vascellum curtisii, descrito por Hanns Kreisel en 1963, es una sinonimia.